# 恋ごころ (小柳ルミ子の曲)
「恋ごころ」（こいごころ）は小柳ルミ子の29枚目のシングル。1979年8月25日にSMS Recordsから発売された。

## 概要
小柳は表題曲で同年の大晦日に放送された第30回NHK紅白歌合戦に出場した。
B面曲「朝7時、空港にて」はアルバム『スペインの雨』からのシングル・カット。

## 収録曲
- 全曲作詞：竜真知子

1. 恋ごころ
作曲：井上堯之／編曲：馬飼野俊一
2. 朝7時、空港にて
作曲：西島三重子／編曲：森岡賢一郎